# Cuíña (Oza-Cesuras)
Cuíña (llamada oficialmente Santa María de Cuíña) es una parroquia española del municipio de Oza-Cesuras, en la provincia de La Coruña, Galicia.

## Entidades de población
Entidades de población que forman parte de la parroquia:
- Pulleiro (A Baiuca de Pulleiro)
- Iglesia (A Igrexa)
- Amarante
- Bendrade
- Callobre
- Canaboso (Canavoso)
- Mariñao
- Campo (O Campo)
- Piñeiro
- Ramonde

## Despoblado
- Coto (O Coto)

## Demografía
| Gráfica de evolución demográfica de Cuíña entre 2000 y 2019 |
|                                                             |
| Datos según el nomenclátor publicado por el INE.            |